# Денис Алібек
Денис Алібек (рум. Denis Alibec, крим. Denis Alibek нар. 5 січня 1991, Мангалія) — румунський футболіст кримськотатарського походження, нападник клубу «Астра» (Джурджу).
Виступав, зокрема, за клуб «Інтернаціонале», а також національну збірну Румунії.
Володар Суперкубка Італії з футболу. Володар Кубка Румунії.

## Клубна кар'єра
У дорослому футболі дебютував 2008 року виступами за команду клубу «Фарул», в якій провів один сезон, взявши участь у 18 матчах чемпіонату.
Своєю грою за цю команду привернув увагу представників тренерського штабу клубу «Інтернаціонале», до складу якого приєднався 2010 року. Відіграв за «нераззуррі» наступний сезон своєї ігрової кар'єри.
Згодом з 2011 по 2014 рік грав у складі команд клубів «Мехелен», «Вііторул» та «Болонья».
До складу клубу «Астра» (Джурджу) приєднався 2014 року. Відтоді встиг відіграти за команду з Джурджу 49 матчів в національному чемпіонаті.

## Виступи за збірні
У 2007 році дебютував у складі юнацької збірної Румунії, взяв участь у 15 іграх на юнацькому рівні, відзначившись 7 забитими голами.
Протягом 2009–2013 років залучався до складу молодіжної збірної Румунії. На молодіжному рівні зіграв у 5 офіційних матчах, забив 3 голи.
У 2015 році дебютував в офіційних матчах у складі національної збірної Румунії. Наразі провів у формі головної команди країни 1 матч, вийшовши на заміну на останніх хвиланах у матчі проти Фарерських островів.
| Дата       | Місто    | Господарі         | Результат | Гості   | Турнір            | Голи | Примітки |
| ---------- | -------- | ----------------- | --------- | ------- | ----------------- | ---- | -------- |
| 11-10-2015 | Торсгавн | Фарерські острови | 0 – 3     | Румунія | Відбір до ЧЄ 2016 | -    | 90'      |
| Усього     |          | Матчів            | 1         |         | Голів             | 0    |          |

## Титули і досягнення
- Володар Суперкубка Італії з футболу (1):

«Інтернаціонале»: 2010
- Переможець Клубного чемпіонату світу (1):

«Інтернаціонале»: 2010
- Володар Кубка Румунії (1):

«Астра»: 2013-14
- Чемпіон Румунії (2):

«Астра»: 2015-16
«Фарул»: 2022-23
- Володар Суперкубка Румунії (3):

«Астра»: 2014, 2016
«ФКСБ»: 2025